# パイナップルボーイズ
THE PINEAPPLE BOYS（パイナップルボーイズ）は、音楽プロデューサー上野義美が立ち上げた、東京・青山のKIDS RADIO STATION の企画により生まれた、1980年代前半に活動した日本のロックバンド。メジャーデビュー後は主にサーフ＆ホットロッドミュージックを演奏した。

## 概要
日本初のミニFM局「KIDS RADIO STATION（以下KIDS）」から最初にデビューしたアーティスト。以後、オレンジシスターズ、ココナッツボーイズ（C-C-B）、ユミ・飛鳥らがKIDS専属ミュージシャンとしてデビューしている。

## 来歴

### デビュー前
- 1979年、キーボード冨澤が結成したバンド『WINNER』が前身。都内の実力派バンドから巧いプレイヤーをピックアップして結成した彼らの演奏力は高かった。結成当初からオリジナル楽曲のみで活動しており、アレンジはTOTOの影響を強く受けていた。『WINNER』初期メンバーのギタリスト・金子文夫は、その後『ZEUS』のギターとして浜田麻里のバックで活動している。
- 1980年、ベースの恩田が加入。ヤマハポピュラーソングコンテスト東京都大会で演奏賞を受賞。直前にボーカリストが脱退し、急遽 冨澤が唄った。
- 1981年、音楽プロデューサー・上野義美がKIDSを立ち上げ、タイアップ先となる楽器メーカー『グヤトーン（東京サウンド）』とパイプのあったベースの恩田経由で参加のオファーがある。

### デビュー後
- 1982年、KIDSミュージシャンによるオムニバス・アルバム『RASPBERRY AVENUE』発売。本作に収録のオレンジ・シスターズの演奏は、The Ventures が努めている関係から、The Ventures を彷彿とさせるパイナップルボーイズのサーフ・サウンドは、当初、The Ventures の演奏ではないか？と勘違いされるほどであった。
- 1983年、ムーンレコードから『FABULOUS! THE PINEAPPLE BOYS』をリリース、メジャーデビューを果たす。サウンドプロデュースは萩原健太。同じ事務所に所属していた陣内孝則（元ロッカーズ）のサポートバンドも半年ほど担当。陣内孝則＆T-KIDSとして、ニューイヤーロックフェスティバル（内田裕也主催、後のNew Years World Rock Festival」）に出演した。
- 1984年、事務所を移籍。ドラマーも変わる。事務所移籍後、『BIG WAVE』をリリース。同名タイトルのアメリカヘラルド映画『BIG WAVE』のインストルメント・サウンド・トラックも担当。ボーカルトラックは山下達郎が担当。BIG WAVEのプロモーションツアー中、セカンドギターの浜本が内臓疾患で緊急入院。キャンセル不可だった文化放送の生放送ライブだけギター1本で行い、残りは全てキャンセルした。浜本の入院が長期に及ぶことが解り、事務所・レコード会社からメンバー差し替えで活動続行案も出たが、バンマスの冨澤が活動停止を決断し、冨澤と恩田以外は事務所から契約を解除された。
- バンマス・冨澤、ベース恩田、ボーカル・タイロン橋本で「Half Moon Bay」のレコーディングを行ったが、諸事情によりリリースに至ってはいない。

### 再結成・活動再開
- 2012年11月、再結成。事務所等には所属していない。
- 2014年、11月9日、渋谷ルイードK2において30年ぶりのワンマンライブ開催し盛況のうちに終了。
- 2015年5月23日、都内レコーディングスタジオに於いてボーカル入り楽曲「Half moon bay」のレコーディングを行った。
- 「Half moon bay」のボーカルにはTransient、oil78proofの 吉田光明氏が参加。
- 2015年9月、現メンバーでの活動をすべて終了。
- 2016年2月8日、「Half moon bay」のミュージックビデオが公開。
- 2018年4月20日、バンマス・冨澤の一人ユニット「Electronica Pineapple Boys」（エレクトロニカ パイナップル ボーイズ）が、1stアルバム「Hello! EPB」を配信開始。
- 2018年4月5日、「Electronica Pineapple Boys」（以下EPB）1stアルバム「Hello！ EPB」のトレーラーをYouTubeにアップロード。
- 2019年6月、「Hello！ EPB」収録楽曲全てをYouTubeにアップロード。

### 解散前の最終メンバー
- 冨澤麻琴 - キーボード、作曲、編曲（バンドマスター）
- 恩田正晴 - ベース
- 青柳伸一 - ドラム

### 元メンバー
- 杉田和弘 - ドラム

### 活動再開後のサポートメンバー
- 篠原祥紀 - 2ndギター
- 冨澤佑璃 - ドラム

### 活動再開後の最終メンバー
- 冨澤麻琴 - キーボード、作曲、編曲（バンドマスター）
- 恩田正晴 - ベース
- 篠原祥紀 - 2ndギター
- 冨澤佑璃 - ドラム

## 音楽性
パイナップルボーイズのサウンドは、ベンチャーズに代表されるサーフインストがベースになっている。しかしメンバー全員が生まれる前のサウンドであり、誰もサーフインストを聴いたことがなかったため、習得には相当の労力を要している。活動開始当初は、ギターの歪み禁止令、シンセ使用禁止令が出た。作曲に関しても、単純なコード4つ以内で楽曲を作れなど、かなり無茶な制約もあった。活動初期はグヤトーンが全面的に機材のサポートを行い、ギター、アンプ、各種エフェクターを提供した。キーボードはハモンド社からB-250が提供された。移籍した事務所（ADO・カシオペア等所属）では、比較的自由な音作りを許され、シンセやギターの歪みも解禁された。コードや編曲もモダンに変化し、フュージョン風の楽曲もあった。

## エピソード
- メンバー全員サーフィン経験が無い。
- 冨澤は頻繁に陣内孝則の自宅（福生の米軍ハウス）を訪れ、彼の曲にコードを付け、アレンジを行っていた。
- 事務所移籍の渦中、冨澤はココナッツボーイズ（後のC-C-B）への加入をプロデューサーから打診されていた。
- ドラムの青柳は、パイナップル在籍中に「レベッカ」への参加を打診されていた。
- 冨澤はTV番組制作会社に在籍中、松山千春「ナイトエンジェル」のPVをプロデュースしている。
- 再結成後のドラムは、冨澤佑璃がサポートメンバーとして参加している。
- 再結成後の2ndギターは、篠原祥紀がサポートメンバーとして参加している。
- バンマス冨澤のスケジュール調整が困難となり、2014年に無期限活動休止を決断。

## ディスコグラフィー

### アルバム
- RASPBERRY AVENUE
- FABULOUS! THE PINEAPPLE BOYS
- BIG WAVE
- RASPBERRY SOUND（RASPBERRY AVENUE remastering）

### VTR
- BIG WAVE　（山下達郎/パイナップルボーイズ）/ヘラルド映画

### DVD
- BIG WAVE　（山下達郎/パイナップルボーイズ）/ヘラルド映画

### Net配信
- Half Moon Bay　ボーカル楽曲
- Hello! EPB オフィシャルトレーラー（Electronica Pineapple Boys名義）
- Hello! EPB MP4 ver（YouTube）
- Ninja Clan MV -（Early Edition）-01 HD